# Resolución 1426 del Consejo de Seguridad de las Naciones Unidas
La resolución 1426 del Consejo de Seguridad de las Naciones Unidas fue aprobada sin votación el 24 de julio de 2002, tras haber examinado la petición de Suiza para poder ser miembro de las Naciones Unidas. En esta resolución, el Consejo recomendó a la Asamblea General la aceptación de Suiza como miembro.
En un referéndum realizado en marzo de 2002, el 54,6% de los votantes suizos respaldaron el plan del gobierno para realizar la petición de miembro de las Naciones Unidas. La Asamblea General posteriormente admitió a Suiza en las Naciones Unidas el 10 de septiembre de 2002 mediante la Resolución 57/1.